# Динамо (женский баскетбольный клуб, Киев)
НПУ-Динамо — украинский женский баскетбольный клуб из Киева, участник чемпионата Украины по баскетболу среди женщин.
Базируется в спорткомплексе Национального педагогического университета имени М. П. Драгоманова.
Главный тренер - Алёна Рыжова.

## Достижения
Чемпионат СССР:
- Чемпион (2): 1949, 1991

 Кубок СССР:
- Обладатель (2): 1950, 1951

 Чемпионат СНГ:
- Чемпион (1): 1992

 Чемпионат Украины:
- Чемпион (9): 1992, 1993, 1994, 1995, 1996, 2012, 2013, 2015, 2019
- Серебряный призёр (5): 1997, 2001, 2002, 2010, 2020
- Бронзовый призёр (2): 1999, 2004, 2021

 Кубок Ронкетти:
- Обладатель (1): 1988

 Евролига:
- Финалист (1): 1992

## Известные игроки
Чемпионы СССР 1949 года:
Юлия Егорова (Бурдина), Вера Венцлавек, Людмила Высоцкая, Екатерина Галинская, Мария Козловская, Антонина Кравченко, Нина Пименова, Зоя Стасюк, Валентина Таганьян, Галина Факторова.  Тренер - Миркиян Афанасьевич Егоров.
В разные годы за команду выступали: 
первый в УССР змс по баскетболу среди женщин  Галина Факторова (05.07.1909-1998), Нина Пименова (14.02.1925), Зоя Стасюк (1925-2014),чемпионка Европы Юлия Егорова (Бурдина), Мария Козловская, Антонина Кравченко (чемпионки СССР), Эмма Акопян (02.05.1930), З.Бугаева, Н.Петрова, Г.Барановская, двукратная чемпионка Европы в составе сборной СССР (1952, 1954) Валентина Куллам (Назаренко) (22.08.1930-2014), Людмила Мандич, Ева Болдог-Цирок (12.05.1947), чемпионки мира Феодора Григорьевна Кочергина (Орел) (22.03.1942), Инесса Пивоварова (Киселева) (05.08.1939), Фоминых (Чиянова) Нелли Васильевна (1942),  Наталия Климова (Назембло) (31.01.1951); чемпионка Европы Галина Резцова (Магидсон) (24.09.1943), Ирина Евтушенко (Цюлюпа)(1961), Ирина Щепакина(Романенко) (1964), В.Карева, О.Ревуцкая, Валентина Смольякова, Л.Булатова, Л.Жирнова (Остапец), Л.Корень, Валентина Кононенко (1954), Светлана Матяш (1958), Л.Мерезниченко, Л.Метела, чемпионка Европы 1981 года Галина Мельниченко (24.08.1958), Татьяна Давыдова (Савченко) (1956), Светлана Соколан (1956). 
В разное время команду тренировали М.О.Беляев, Миркиян Егоров, Нелли Фоминых, Нина Пименова, Израиль Зильберберг, Виталий Ковянов, Мария Козловская, Борис Резцов, Александр Леонов, Анатолий Петросян, Владимир Заморский, Владлен Моршинин. 
Наибольших успехов команда добилась и добивается под руководством одного из лучших тренеров отечественного и европейского  баскетбола - Рыжова Владимира Ивановича.
В «Динамо» играли олимпийские чемпионки 1992 года Марина Ткаченко и Елена Жирко, Бойко Светлана(одна из лучших баскетболисток мирового баскетбола за всю его историю), Сильянова Наталья, Шляхова Ольга, Оберемко Елена, Дорогова Жанна, Любарская Людмила, Кириченко Руслана, Назаренко Людмила, Вергун Елена.